# كفراع
كفراع بلدية في منطقة حماة التابعة لمحافظة حماة. تقع على بعد 13 كم شمال شرقي مدينة حماة شرق جبل زين العابدين تماما. تشتهر قرية كفراع بموقعها الجميل والخلاب من حيث تمركزها على سفح جبل كفراع من جهة الشرق والمنظر الجميل والإطلالة على كافة الجهات.